# Christina Cock
Christina Cock (ur. 25 grudnia 1887 w Gorae, zm. 22 maja 2002 w Blackburn, przedmieście Melbourne) – australijska superstulatka, najstarsza osoba w historii Australii. W momencie śmierci była młodsza od ówcześnie najstarszej żyjącej osoby, Kamato Hongo, o 3 miesiące.

## Życiorys
Christina urodziła się 25 grudnia 1887 w Gorae, niedaleko Portland, jako druga z 11 dzieci swoich rodziców. W 1913 poślubiła Wilberta Cocka z którym miała dwójkę dzieci. Christina Cock była zamężna przez 73 lata do śmierci swojego męża w 1986 w wieku 96 lat.
Christina Cock żyła niezależnie do momentu kiedy w wieku 109 lat upadła i złamała biodro.
Zmarła 22 maja 2002 w wieku 114 lat i 148 dni na infekcję płuc we śnie.
Cock podczas śmierci miała 2 dzieci, 5 wnuków, 9 prawnuków i jednego praprawnuka.